# René Antoine Ferchault de Réaumur
René Antoine Ferchault de Réaumur [ejtsd: reomür] (La Rochelle, 1683. február 28. – Saint-Julien-du-Terroux, 1757. október 17.) francia természettudós.

## Pályája
Jogot tanult, de különösen kedvelte a természettudományokat és nemsokára komolyabban kezdett velük foglalkozni, kivált fizikával, de azonfelül még állattannal és növénytannal is. 1703-ban Párizsba költözködött, ahol 1708-ban az Institut tagja lett. Fizikai működésének legnevezetesebb eredménye a róla nevezett termométer-beosztás. A termométer alapközét 80 fokra osztotta, és a 80. fokot vette föl a víz forráspontjának. Ezen újítását tárgyalja Règles pour construire des thermomètres dont les degrés sont comparables (Mém. Par. 1730) című műve.
1724-ben ő állított elő először tejüveget. Az acél előállítása körül is szerzett érdemeket és feltalálta a róla nevezett Réaumur-porcelánt, amelyet Mémoire sur l'art de faire une nouvelle espèce de porcelaine par des moyens extrêmement simples et faciles ou de transformer le verre en porcelaine (Párizs, 1739) című munkájában írt le.
A zoológiában legjelesebb érdeme annak fölfedezése, hogy a külső vázas állatok héja az állatban kiválasztott nedvből képződik. Ezt tartalmazza De le formation et de l'accroissement des coquilles des animaux (uo. 1709) című műve. Egyéb művei közül csak a Mémoires pour servir à l'histoire naturelle des insectes (uo. 1734-42, 6 köt.) címűt említjük.
1748-ban megválasztották a Svéd Királyi Tudományos Akadémia kültagjává.